# Francesco Marinaro (politico)
Francesco Marinaro (Miglionico, 20 ottobre 1892 – 6 settembre 1972) è stato un politico italiano.